# 因丁大屠殺
因丁大屠殺，是發生在2017年9月2日緬甸若開邦因丁村緬甸國防軍屠殺羅興亞族村民事件。受害者被當局指控為若開羅興亞救世軍（ARSA）的成員。緬甸軍方的一項調查於2018年1月10日結束，確實在因丁村大規模處決了羅興亞人，這標誌著軍方首次承認在該地區的“清理行動”期間發生過法外殺人事件。

## 背景
羅興亞人是主要居住在緬甸若開邦北部地區的少數民族，被描述為世界上受迫害最嚴重的少數民族之一。在現代，緬甸政府對羅興亞人的迫害可以追溯到20世紀70年代。從那時起，羅興亞人經常成為政府和民族主義佛教徒迫害的目標。緬甸過去的軍政府經常利用該國各宗教團體之間的緊張關係。根據大赦國際的說法，自1978年以來，羅興亞人在過去的軍事獨裁統治下遭受了侵犯人權的行為，許多人因此逃往鄰國孟加拉國。2005年，聯合國難民事務高級專員協助從孟加拉國遣返羅興亞人。2015年，在2012年發生社區騷亂後，仍有140,000名羅興亞人留在境內流離失所者營地。

## 序幕
在ARSA於2017年8月25日發動攻擊後，8月27日，約80名緬甸士兵抵達因丁村，招募當地的若開族佛教村民，負責“當地安全”。武裝部隊，緬甸邊防警察（BGP）和當地若開族社區的成員開始焚燒羅興亞人的家園。8月28日之前和之後獲得的衛星證據證實了因丁村的破壞。數百名羅興亞村民從西部小村莊逃到東部山區，其中許多人打算逃往孟加拉國的難民營。

## 屠殺
9月1日，許多躲在山上的村民開始下到因丁的海灘尋找食物。武裝士兵和準軍事人員抵達並在沙灘上拘留了十名男子，他們指控他們是arsa的成員。根據當地的若開族目擊者的說法，這些男子在下午5點左右帶到鄉村學校，拍照，換衣服，吃他們的最後一餐。第二天早上，9月2日，這些人再次被軍方拍照，跪在地上。然後他們在山上游行並被士兵槍擊頭部。Soe Chay是一名退休士兵和當地人，據稱幫助挖掘了萬人坑，他告訴路透社，每名受害者都被槍殺了兩到三次。根據Chay的說法，一些受害者在活著被埋葬的情況下設法生存並發出噪音，促使一群當地的準軍事人員用大砍刀將他們砍死。

## 受害者
這十個村民包括漁民，伊斯蘭老師（伊瑪目）和兩個高中生。

## 軍事調查
通過總司令敏昂來的Facebook帖子，緬甸武裝部隊宣布他們將調查關誨因丁村的一個亂葬坑的報導。2018年1月10日，軍方通過敏昂來的第二篇Facebook帖子公佈調查結果。該帖子說，在因丁村中確實有一個包含羅興亞人屍體的萬人坑，但沒有發生大屠殺，而且那些在墳墓裡的人是“孟加拉恐怖分子”，士兵們在村莊墓地被拘留。根據該帖子，墳墓中的羅興亞人在被確定為“孟加拉恐怖分子”後於2017年9月2日被安全部隊處決。這是軍方首次承認士兵在該地區的“清理行動”期間發生的法外殺戮。
敏昂來於2018年4月10日向他的Facebook頁面發布了一份代表軍方的聲明，宣布七名士兵因參與處決而被判犯謀殺罪。他們被判處十年監禁，在“偏遠地區”從事苦役。

## 逮捕路透社記者
2017年12月12日，緬甸警方在仰光一家餐館逮捕了路透社記者瓦隆和覺梭。兩人被指控擁有違反殖民時代的“官方保密法”的機密文件，該法可判處14年監禁。
這兩名記者在被捕之前獨立調查了在因丁發現的亂葬坑。一名警方證人Moe Yan Naing後來作證說，他們的被捕是一起誘捕案，他們的被捕是為了恐嚇記者。在法院於2018年2月8日對其案件進行最後初步審理後，路透社在記者調查中公佈了所有調查結果。
2018年9月3日，這兩名記者被一家法院判定有罪並被判處七年徒刑。因報導因丁大屠殺而獲得國際獎項，並被列入“時代”雜誌2018年度人物獎，該雜誌將受迫害的記者視為“對真理的戰爭”中的“衛士”。

## 政府回應
緬甸：在路透社出版之前，緬甸政府發言人Zaw Htay對因丁村的濫用暴力行為作出回應，稱如果有“強而有力和可靠的主要證據”，政府將調查他們。在該出版物發布後，Zaw Htay宣布政府將採取“依法行動”對抗大屠殺的肇事者，但指出這不是對該出版物的回應。緬甸當局後來調查了與路透社交談的若開族村管理員。緬甸總統辦公室於2018年2月13日宣布，16名嫌疑人因大屠殺被拘留。其中有四名軍官，三名武裝部隊士兵，三名警察和六名村民。其中七名嫌犯後來被判犯有謀殺罪。
美國: 駐聯合國大使妮基·黑利於2018年2月13日向聯合國安理會發表講話，稱緬甸政府否認大屠殺“荒謬”，並且對若開邦旅行的限制是一種“阻止進入 可能見證其暴行的組織“。黑利還呼籲釋放兩名路透社記者，他們據稱因報導大屠殺而被監禁。在缅甸政府對路透社的兩名記者提出指控後，美國駐仰光大使館表示失望，敦促緬甸當局“允許記者返回工作并且与家人团聚”，並稱這一決定“是新聞自由和法治的挫折”。 